# Allenatori vincitori del campionato NBA
Questa voce riassume la lista degli allenatori vincitori del campionato NBA.

## Elenco vincitori
|   | Membro del Naismith Memorial Basketball Hall of Fame come allenatore |
|   | in grassetto gli allenatori ancora in attività.                      |
| * | Ha vinto anche un titolo ABA come allenatore.                        |

| Titoli | Nome             | Squadre campioni (stagioni)                                                                          | Note   |
| ------ | ---------------- | --- | ------ |
| 11     | Phil Jackson     | Chicago Bulls (1991, 1992, 1993, 1996, 1997, 1998) Los Angeles Lakers (2000, 2001, 2002, 2009, 2010) | [ 1 ]  |
| 9      | Red Auerbach     | Boston Celtics (1957, 1959, 1960, 1961, 1962, 1963, 1964, 1965, 1966)                                | [ 2 ]  |
| 5      | John Kundla      | Minneapolis Lakers (1949, 1950, 1952, 1953, 1954)                                                    | [ 3 ]  |
| 5      | Gregg Popovich   | San Antonio Spurs (1999, 2003, 2005, 2007, 2014)                                                     | [ 4 ]  |
| 5      | Pat Riley        | Los Angeles Lakers (1982, 1985, 1987, 1988) Miami Heat (2006)                                        | [ 5 ]  |
| 4      | Steve Kerr       | Golden State Warriors (2015, 2017, 2018, 2022)                                                       | [ 6 ]  |
| 2      | Chuck Daly       | Detroit Pistons (1989, 1990)                                                                         | [ 7 ]  |
| 2      | Alex Hannum*     | St. Louis Hawks (1958) Syracuse Nationals/Philadelphia 76ers (1967)                                  | [ 8 ]  |
| 2      | Tom Heinsohn     | Boston Celtics (1974, 1976)                                                                          | [ 9 ]  |
| 2      | Red Holzman      | New York Knicks (1970, 1973)                                                                         | [ 10 ] |
| 2      | K.C. Jones       | Boston Celtics (1984, 1986)                                                                          | [ 11 ] |
| 2      | Bill Russell     | Boston Celtics (1968, 1969)                                                                          | [ 12 ] |
| 2      | Erik Spoelstra   | Miami Heat (2012, 2013)                                                                              | [ 13 ] |
| 2      | Rudy Tomjanovich | Houston Rockets (1994, 1995)                                                                         | [ 14 ] |
| 1      | Al Attles        | San Francisco/Golden State Warriors (1975)                                                           | [ 15 ] |
| 1      | Larry Brown      | Detroit Pistons (2004)                                                                               | [ 16 ] |
| 1      | Mike Budenholzer | Milwaukee Bucks (2021)                                                                               | [ 17 ] |
| 1      | Rick Carlisle    | Dallas Mavericks (2011)                                                                              | [ 18 ] |
| 1      | Al Cervi         | Syracuse Nationals (1955)                                                                            | [ 19 ] |
| 1      | Larry Costello   | Milwaukee Bucks (1971)                                                                               | [ 20 ] |
| 1      | Billy Cunningham | Philadelphia 76ers (1983)                                                                            | [ 21 ] |
| 1      | Bill Fitch       | Boston Celtics (1981)                                                                                | [ 22 ] |
| 1      | Eddie Gottlieb   | Philadelphia Warriors (1947)                                                                         | [ 23 ] |
| 1      | Les Harrison     | Rochester Royals (1951)                                                                              | [ 24 ] |
| 1      | Tyronn Lue       | Cleveland Cavaliers (2016)                                                                           | [ 25 ] |
| 1      | Michael Malone   | Denver Nuggets (2023)                                                                                | [ 26 ] |
| 1      | Joe Mazzulla     | Boston Celtics (2024)                                                                                | [ 27 ] |
| 1      | Dick Motta       | Washington Bullets (1978)                                                                            | [ 28 ] |
| 1      | Nick Nurse       | Toronto Raptors (2019)                                                                               | [ 29 ] |
| 1      | Jack Ramsay      | Portland Trail Blazers (1977)                                                                        | [ 30 ] |
| 1      | Doc Rivers       | Boston Celtics (2008)                                                                                | [ 31 ] |
| 1      | Bill Sharman*    | Los Angeles Lakers (1972)                                                                            | [ 32 ] |
| 1      | Frank Vogel      | Los Angeles Lakers (2020)                                                                            | [ 33 ] |
| 1      | Paul Westhead    | Los Angeles Lakers (1980)                                                                            | [ 34 ] |
| 1      | Lenny Wilkens    | Seattle SuperSonics (1979)                                                                           | [ 35 ] |